# Straszyk australijski

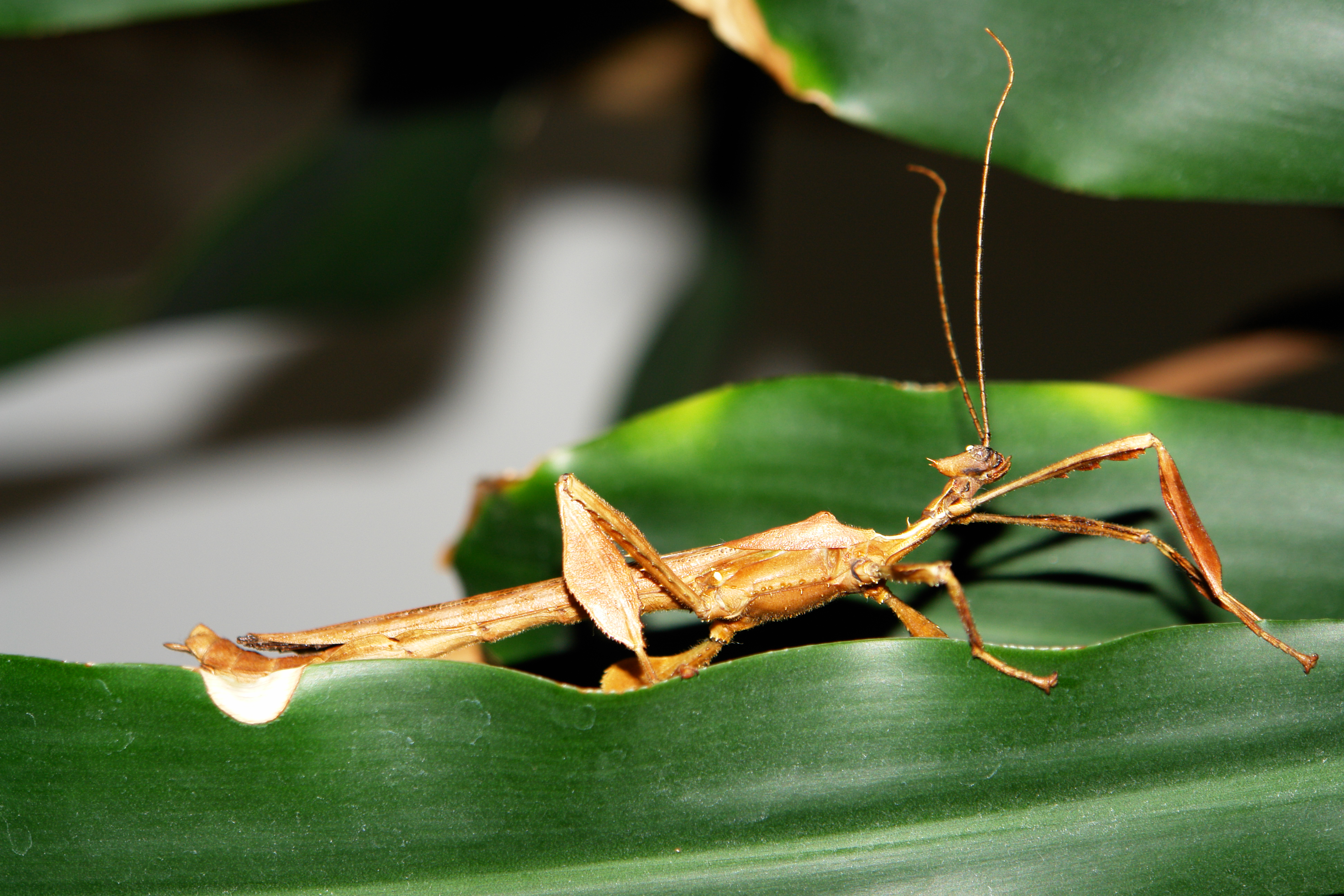
Samiec

Straszyk australijski (Extatosoma tiaratum) – gatunek owada z rzędu straszyków.

## Opis

### Pochodzenie
Australia

### Wygląd
Samice maksymalnie do 16 cm, waga do 25 gramów masywna. Samce 10 cm. 

### Długość życia
Długość życia zależna jest od zapewnienia odpowiednich warunków przetrzymywania i jakości dostarczonego pokarmu.
- nimfa - młode do ostatniej wylinki, czyli do osiągnięcia postaci dorosłej tzw. imago około 5 miesięcy.
- imago - samica po ostatniej wylince maksymalnie nawet do roku, samiec około 4-5 miesięcy.

## Wymagania hodowlane

### Wielkość terrarium
W przypadku hodowli straszyków, najważniejsza jest wysokość terrarium. Powinna ona wynosić min. 2, a najlepiej 3x długość owada (jeśli będzie mniejsza, może to spowodować komplikacje podczas linienia).
Dla dorosłej pary dobry będzie zbiornik o wymiarach: 25cm/25cm (podstawa) oraz wysokość 40 cm.
Nie poleca się wkładać larw do zbyt dużego terrarium, gdyż znacznie to utrudni poszukiwanie jedzenia.

### Podłoże
Podłoże musi zapewniać stałą wilgoć.
- torf
- papierowe ręczniki
- mokry piasek
- włókno kokosowe

### Wystrój terrarium
- kawałki konarów (suchych) po których owady mogą się wspinać i na których będą linieć. Te przeznaczone dla starszych osobników powinny być grube i wytrzymałe ze względu na ich masę.
- pędy rośliny pokarmowej (powinny zajmować min. połowę przestrzeni)

Raczej odradza się umieszczanie jakichkolwiek innych elementów, a już zwłaszcza sztucznych roślin. Straszyki często podgryzają wszystko, co jest w ich zasięgu, tworzywa sztuczne mogłyby im zaszkodzić.

### Temperatura
Temperatura nie powinna być mniejsza niż 17 stopni i nie większa niż 26 stopnie.

### Wilgotność
60–80%, spryskać raz dziennie wodą, najlepiej na rośliny. Przy zbyt niskiej wilgotności mogą nie przejść prawidłowo wylinki. W przypadku młodych owadów należy uważać by nie pozostawić dużych kropel wody, do których mogłyby się przykleić lub utopić.

### Pokarm
W swoim naturalnym otoczeniu straszyki australijskie jedzą liście eukaliptusa. W terrarium w Polsce należy podawać im liście jeżyn, malin, bluszczu, dębu, robinii lub róż. W okresie zimowym najlepiej stosować liście jeżyn (większość gatunków jest zimozielona). W ostateczności liście roślin doniczkowych: bluszcz pospolity, trzykrotka lub liście sałaty nie pryskanej środkami owadobójczymi. Są to jednak pokarmy zastępcze, nie należy stosować ich zbyt długo gdyż zawierają stosunkowo małą wartość odżywczą. Z braku ww. pokarmów można też podawać paproć doniczkową oraz zielistkę.
Nieświeże liście mogą powodować dużą umieralność larw. Straszyki australijskie należą do zwierząt bardzo żarłocznych.  

### Rozmnażanie
W terrariach głównie poprzez partenogenezę, choć możliwe jest rozmnażanie płciowe, jeżeli w hodowli występują samce.

## Aktywność
Wieczorem i w nocy.